# Strigula obtecta
Strigula obtecta är en lavart som först beskrevs av Vain., och fick sitt nu gällande namn av R. C. Harris. Strigula obtecta ingår i släktet Strigula och familjen Strigulaceae.   Inga underarter finns listade i Catalogue of Life.